# Armando Carvalhêda
Armando Carvalhêda (Lisboa, 30 de dezembro de 1950 – Sesimbra, 9 de julho de 2024) foi um radialista português que fundou a primeira rádio pirata de Portugal, esteve à frente do programa Viva à Música, um dos programas com maior duração da rádio portuguesa, e ajudou a criar a campanha de solidariedade, Pirilampo Mágico.

## Biografia
Armando Carvalhêda nasceu no dia 30 de Dezembro de 1950, em Lisboa, mas cresce em Setúbal, onde faz o liceu. 
No final da década de 60, ajuda a fundar a Rádio Clube de Alcácer do Sal, a primeira rádio pirata portuguesa, cujo emissor acaba por ser apreendido pela policia, após realizar uma entrevista a José Afonso. 
A sua vida profissional enquanto radialista, inicia-se na Guiné Bissau em 1972, onde se encontrava a cumprir o serviço militar obrigatório, e onde é convocado para o programa  Pifas, das forças armadas portuguesas. Após o regresso, faz testes para a Emissora Nacional e em 1973 passa a trabalhar na rádio nacional. 
Entre 1996 e 2021, apresentou um dos mais duradouros da rádio portuguesa, o programa Viva a Música, que tinha como objectivo dar a conhecer a música portuguesa, através de concertos ao vivo transmitidos pela Antena 1 e que contaram com a produção de Ana Sofia Carvalhêda. 
Na década de 80, ajuda a criar e a lançar a campanha de solidariedade Pirilampo Mágico, co-organizada pela Antena 1 e a FENACERCI. 
Faleceu em 2024, com 73 anos. 

## Ligações Externas
- ANTENA 1 | Armando Carvalhêda no programa Olha quem fala (2018)
- ANTENA 1 | Programa Viva a Música (1996-2021)